# Ibrahim Baye Niass

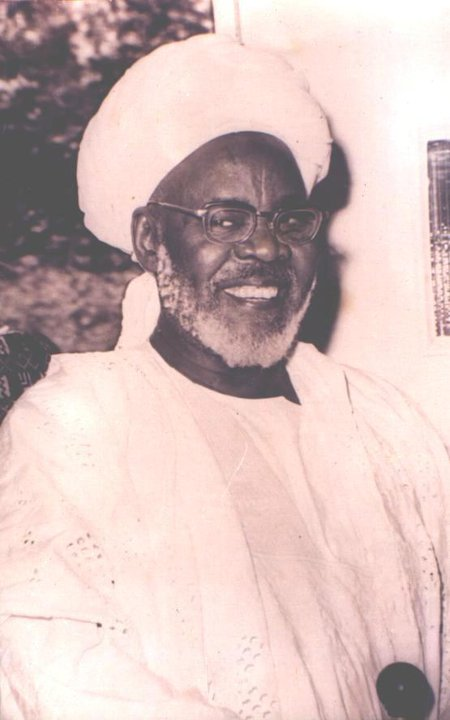
Ibrahim Baye Niasse

Ibrahim Baye Niasse (* 1900 in Kaolack, Senegal; † 26. Juli 1975 in London) war ein islamischer Gelehrter (Marabout) und Politiker, der vor allem in Senegal und Kano tätig war und einen Zweigorden der Tidschānīya gründete, der heute eine weltweite Anhängerschaft hat.

## Leben
Ibrahim wurde im Jahre 1900 – andere Quellen sprechen von 1902 – im Dorf Tayba Niaseen (Taïba Niassène auf Französisch), das zwischen dem senegalesischen Kaolack und der Grenze zu Gambia liegt, als Sohn des Abdoulaye Niass (1840–1922) geboren; er kam als einziger Sohn im Senegal zur Welt. Seine Mutter hieß Sokhna Astou Diankha. Abdoulaye Niass war zu Beginn des 20. Jahrhunderts Repräsentant des Tidschani-Ordens in der Saloum-Region. Wahrscheinlich im Jahre 1901 wechselte der Vater mit seiner Familie, die zuvor weiter nördlich aus der Region um Jolof gekommen war, erneut weiter südwärts nach Kër Sàmba, gerade jenseits der Grenze der englischen Kolonie Gambia, um möglichen Konflikten mit den französischen Kolonialherren auszuweichen, denen der wachsende Einfluss dieser Glaubensgemeinschaft zu dieser Zeit suspekt war.
Erst zehn Jahre später erreichte Abdoulaye Niass eine Einigung mit den Franzosen. Sie teilten ihm, seiner Familie und seinen Anhängern einen Platz innerhalb der Grenzen von Kaolack zu, wo sie das religiöse Zentrum (zāwiya) von Lewna Niasseen errichteten. Nach dem Tode seines Vaters in Lewna Niasseen im Jahre 1922 wurde Ibrahims älterer Bruder, Muhammad al-Khalifa, dessen   Kalif (Nachfolger). Der 22-jährige Ibrahim hingegen verbrachte die meiste Zeit damit, die Felder der Familie zu bestellen und die immer größer werdende Gruppe von Anhängern im nahegelegenen Dorf Kóosi Mbittéyeen zu unterrichten. Obwohl Ibrahim nie die Nachfolge seines Vaters beanspruchte, wurde er durch sein profundes Wissen und sein Charisma von einer wachsenden Jüngerschaft doch als solcher angesehen. Dadurch wuchsen die Spannungen zwischen ihm und seinem älteren Bruder Muhammad. Während seiner Feldarbeiten in Kóosi Mbittéyeen verkündete Ibrahim 1929, dass Gott ihm ein Geheimnis anvertraut hätte, das sonst niemand besäße und dass jedermann, der davon wissen wolle, ihm zu folgen hätte. Schließlich kam es ein Jahr später, 1930, nach dem Fest des Fastenbrechens ('id al-fitr / عيد الفطر / ʿīdu ʾl-fiṭr), zu einem offenen Kampf zwischen den Anhängern der beiden Brüder, in dem Ibrahim unverzüglich entschied, mit seinen Gläubigen einen neuen Ort aufzusuchen.

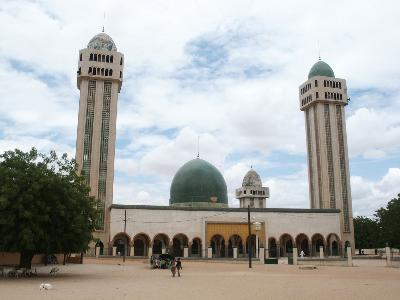
Die Moschee in Medina Baay, Kaolack

Noch an diesem Abend zog er mit einer kleinen Gruppe von Vertrauten an einen neuen Ort und schon am nächsten Tag wurde das neue Glaubenszentrum in Medina Baay gegründet, einem Dorf, das später in die wachsende Stadt Kaolack eingemeindet wurde. In den jetzt folgenden Jahren teilte er seine Zeit nach den Jahreszeiten ein, so dass er in der Regenzeit in Kóosi Mbittéyeen Ackerbau betreiben und in der Trockenzeit in Medina Baay unterrichten konnte.
Obwohl die Jünger des Tidschani-Ordens im Senegal immer eine Minderheit blieben, bildeten sie weltweit das größte Netzwerk dieses Ordens. In diesem unwahrscheinlichen Rollentausch in den 1930ern wurden zahlreiche Führer des arabisch-mauretanischen Idaw ʿAli-Stammes seine Anhänger, darunter Shaykhani (1908–1986), ein Enkel des Ordensgründers, der durch seine Integrationsbemühungen der verschiedenen Idaw ʿAli-Stammesgruppen, die um die Orte Tidjikja, Boûmdeïd und Chinguetti siedelten, diese zur Tijaniyya-Ibrahimiyya-Bruderschaft vereinigen konnte.
Im Jahre 1937 wurde der Emir von Kano in Nigeria, Abd Allah Bayero, bei einer Pilgerreise nach Mekka sein Anhänger. In den 1940er Jahren unternahm er noch mehrere Reisen nach Kano und baute dort eine Anhängerschaft auf. So wurde er ein wichtiger Führer innerhalb des Volkes der Hausa mit letztendlich mehr Jüngern außerhalb als innerhalb Senegals. In den darauf folgenden Jahren wurde Ibrahim so eine bedeutende islamische Persönlichkeit. Schließlich erreichte Ibrahim in den 1940er Jahren eine Loyalität vieler prominenter Führer Nord-Nigerias.
Im Sommer 1945 etablierte er sich wieder im Haus seines Vaters und seinem Geburtsdorf Tayba Ñaseen, indem er nach einem verheerenden Feuer, das das Dorf weitgehend zerstört hatte, dieses wieder aufbauen ließ. Sein Ansehen in der Umgebung wuchs dadurch gewaltig und viele der Anhänger seines Vaters wechselten unverzüglich zu seinen Anhängern, ungeachtet der Tatsache, dass er einer der Jüngsten in der Familie war. Die gesamten 1950er Jahre aber besuchte er regelmäßig Kano, wobei er zumeist Gast von Sanusi, dem Chiroma bzw. ab 1953 Emir von Kano, war.
Nach der Unabhängigkeit Senegals 1960 wurde er als Mitglied in die folgenden Institutionen gewählt:
- Research Academy der Azhar-Universität in Kairo,
- Communauté des Erudits en Islamologie in Algier,
- High Council of the Organization of Islamic Well Being
- Superior Islamic Council in Algerien

1962 wurde er Vizepräsident der Islamischen Weltliga in Mekka sowie Vizepräsident im „World Islamic Congress“ in Karatschi, zwei Jahre später sogar dessen Präsident sowie Mitglied der „General Conference of the Academy of Islamic Research“ in Kairo.
Zum Zeitpunkt seines Todes in London 1975 hatte er angeblich 75 mal Mekka besucht und 75 Bücher geschrieben, hatte mit bis zu vier Frauen viele Kinder gezeugt, ohne einmal die Scharia übertreten zu haben und sich (angeblich) häufiger scheiden lassen, um andere, wirtschaftlich schlechter gestellte Frauen heiraten zu können. Und er hatte eine millionenfache Gefolgschaft. Seine Glaubensrichtung innerhalb der Tidschani-Bruderschaft wurde die wichtigste in der Welt. Nach seinem Tod wurde die Gemeinde von seinem engsten Vertrauten, Aliou Cisse und von Ibrahims ältestem Sohn Alhadji Abdulaaay Ibrayima Niass weitergeführt. Zurzeit ist der amtierende Khalif in Medina Baay sein zuletzt lebender Sohn, Ahmadu Niass. Der Imam der Moschee ist sein Enkel Shaykh Ḥasan Sise (auch Assane Cissé geschrieben), der heutzutage sicherlich der berühmteste Anführer der Tidschani-Glaubensgemeinschaft ist und der nach wie vor zahlreiche Anhänger auch in Südafrika, Amerika und Europa hat.

## Werke
Aus der Vielzahl seiner Veröffentlichungen treten besonders hervor:
- Kāshif al-'ilbās ʿan Fayḍati l-Khatmi 'Abī l-ʿAbbās (etwa: "Entschlüsselung der Saatenflut Abū l-ʿAbbās [Ahmad at-Tijānī]"). Ediert von Shaykh Tijānī ʿAlī Sīse. Ash-Sharīka ad-dawliyya li-ṭ-ṭibāʿa, Kairo, Ägypten.
- Jawāhir ar-rasā'il (etwa: "Perlen der Buchstaben"), eine umfassende Studie von Ibrahim Baye Niass.
- As-sirr al-'akbar ("Das größte Geheimnis")
- Zahlreiche Gedichtsammlungen, die in Ad-Dawāwīn as-Sitt ("Die sechs Sammelbände"), Jāmiʿ Jawāmiʿ ad-Dawāwīn ("Die Sammlung der Sammlungen") und Majmūʿ Riḥlāt ash-Shaykh 'Ibrāhīm ("Das Reisehandbuch von Shaykh Ibrahim") veröffentlicht wurden. Sie alle wurden von seinem Sohn Shaykh Muḥammad al-Ma'mūn Ibrāhīm Ñas ediert.
- Kitāb at-taṣrīf ("Das Buch der arabischen Formenlehre"), ein in Senegal weitverbreitetes arabisches Schulbuch.
- Manāsik al-ḥajj al-mubārakah al-musammāt: tuḥfat 'ahl al-ḥādirah bi-mā yanfaʿ al-ḥājj siyyamā fī ṭ-ṭā'irah (etwa: "Voraussetzungen für eine erfolgreiche Pilgerreise, oder: Juwelen für Stadtmenschen, eine Pilgerreise zu bestehen, insbesondere für Flugreisenede"). Ediert von Shaykh Tijānī ʿAlī Sīse.
- Eine Anzahl fatwas (Rechtsauslegungen), einschließlich: Wajh at-taḥqīq fī kawn jāmiʿ medīna huwa l-ʿatīq ("Nachweise der alten Regeln als Voraussetzungen der Moschée in der Stadt"), betreffend den Umständen des Baues einer Moschée und Baḥth fī thubūt ru'yat al-hilāl ("Studie über das Erscheinen einer neuen Mondsichel"), bezüglich des Endes des Ramadan und des Fests des Fastenbrechens.

Als Ergänzung zu den geschriebenen Werken wurden Dutzende der in Afrika weit verbreiteten Tonkassetten von Ibrahim  Baye Niass in Senegal herausgegeben, darunter das vollständige Tafsīr al-Qur'ān (Interpretationen des Koran) in Wolof und Arabisch, zahlreiche Vorträge von Mawlid an-nabawī (Geburt und Leben des Mohammed), ebenso in Wolof und Arabisch, sowie Reden zu verschiedenen religiösen und praktischen Themen in der Wolof-Sprache.